# Britta Nielsen
Anna Britta Troelsgaard Nielsen (* 28. Mai 1954) ist eine Sachbearbeiterin der dänischen Sozialversicherungsbehörde, die wegen Unterschlagung von 120 Millionen Dänische Kronen (16 Mio. Euro) zu einer sechsjährigen Haftstrafe verurteilt wurde, nachdem sie in Südafrika festgenommen wurde.
Aufgrund der Summe und internationaler Verflechtungen nach Südafrika, Deutschland, Niederlande und Schweden fand der Fall Beachtung in der weltweiten Presse.
Sie arbeitete von 1977 bis 2018 in verschiedenen Funktionen im Sozialministerium. Genau 40 Jahre nach ihrer Einstellung, am 27. Januar 2017 erhielt sie von der Königin die Medaille Fortjenstmedaljen in Silber.

## Betrug an der Sozialversicherungsbehörde
Es wird angenommen, dass sie sich von 1993 bis 2018 rund 298 Mal Gelder von der dänischen Sozialversicherungsbehörde überwiesen hat, indem sie fiktive Projekte erfand und E-Mails sowie eine Unterschrift fälschte.
Am 25. September 2018 wurde sie bei der Polizei angezeigt und ihrer Aufgaben entbunden. Es folgte die Flucht nach Südafrika, danach wurde sie von Interpol mit einem internationalen Haftbefehl gesucht.
Am 5. November 2018 um 5:30 Uhr Ortszeit wurde sie in einem Johannesburger Hotel verhaftet. Nach der Auslieferung nach Dänemark am 10. November zusammen mit ihrem Sohn Jimmy Jamil Hayat (* 1980) war sie in Frederiksberg in Untersuchungshaft.

### Anklage
Britta Nielsen wurde wegen Datenbetrug schwerwiegender Art angeklagt; ihr Sohn wurde ebenfalls angeklagt, da er 3,6 Millionen Kronen von ihr angenommen hatte. Anschließend haben sie die Haft bis zum Prozessbeginn am 24. Oktober 2019 freiwillig fortgesetzt.
Mit dem Geld kaufte er u. a. im Krüger-Nationalpark die Hälfte das Anwesens Thula Bush Estate – in der Nähe des Hauses seiner Mutter. Dorthin lud er den in Dänemark bekannten Fernseh-Komiker Anders Bircow ein, Vorsitzender von Amway, einer Multi-Level-Marketing-Firma, die sich erfolgreich gegen eine Bezeichnung als Schneeballsystem wehrte.
Ebenfalls angeklagt wurden ihre beiden Töchter Karina Jamilla Hayat (* 1984) und Nadia Samina Hayat (* 1987), sowie  Schwiegersohn Kian Omid Mirzada (* 1981), wegen schwerer Hehlerei, weil sie von Britta Nielsen hohe Geldsummen erhalten haben. In Schweden wurde Land gekauft, in Deutschland und den Niederlanden bis zu 60 Rennpferde, weil die Tochter Springreiterin war.

### Prozess
Britta Nielsen erkannte schnell ihre Schuld an, ihr Verteidiger Nima Nabipour versuchte mildernde Umstände geltend zu machen.
Bei einer der ersten Anhörungen sagte sie: „Ich setzte mich dafür ein, dass das NemKonto-System [bei uns] eingeführt wird.“ Dieses hätte es ihr erschwert weiter zu betrügen. Auf Nachfrage ihres Verteidigers  erklärte sie das so: „Ich wollte meinen Drang beenden, dieses Geld zu nehmen, da herauskommen. Ich wollte nicht tun, was ich tat.“ Das System wurde dann aus Budgetgründen nicht eingeführt.
Der Verteidiger argumentierte, dass es viel zu wenig Kontrolle über die Mitarbeiter der Sozialversicherungsbehörde gebe, daher sei es für Britta Nielsen zu einfach gewesen, über mehrere Jahre hinweg zu schwindeln.
Am 18. Februar 2020 wurde sie zu 6,5 Jahren Gefängnis verurteilt.
Das dänische Schifffahrts- und Handelsgericht hat sie zehn Tage nach der Anzeige bei der Polizei für privatinsolvent erklärt. Dies bedeutete unter anderem, dass das Haus auf Hvidovre beschlagnahmt wurde. Es wurde im Februar 2019 für 4.750.000 DKK zwangsversteigert. 1986 zahlte das Ehepaar 1.190.000 DKK für die Immobilie.

## Privatleben
Britta Nielsen ist die Tochter vom Lagerarbeiter Jens Nielsen und der Verkäuferin Gerda Troelsgaard Nielsen.
Mitte der 1970er Jahre lernte sie den in Pakistan geborenen Brauereimitarbeiter Khursheed Hayat (* 1943) kennen. Das Paar heiratete und hatte drei Kinder. Die Familie wohnte seit 1986 in einer 174 m² großen Villa in Hvidovre.
Khursheed Hayat war bis zu seinem plötzlichen Tod am 8. Dezember 2005 Leiter der Nachtschicht bei Carlsberg in Taastrup.